# Stephanocereus leucostele
Stephanocereus leucostele är en kaktusväxtart som först beskrevs av Robert Louis August Maximilian Gürke, och fick sitt nu gällande namn av Alwin Berger. Stephanocereus leucostele ingår i släktet Stephanocereus och familjen kaktusväxter. Inga underarter finns listade i Catalogue of Life.